# Stechginster (Gattung)
Stechginster (Ulex) ist eine Pflanzengattung in der Familie der Hülsenfrüchtler (Fabaceae).

## Beschreibung

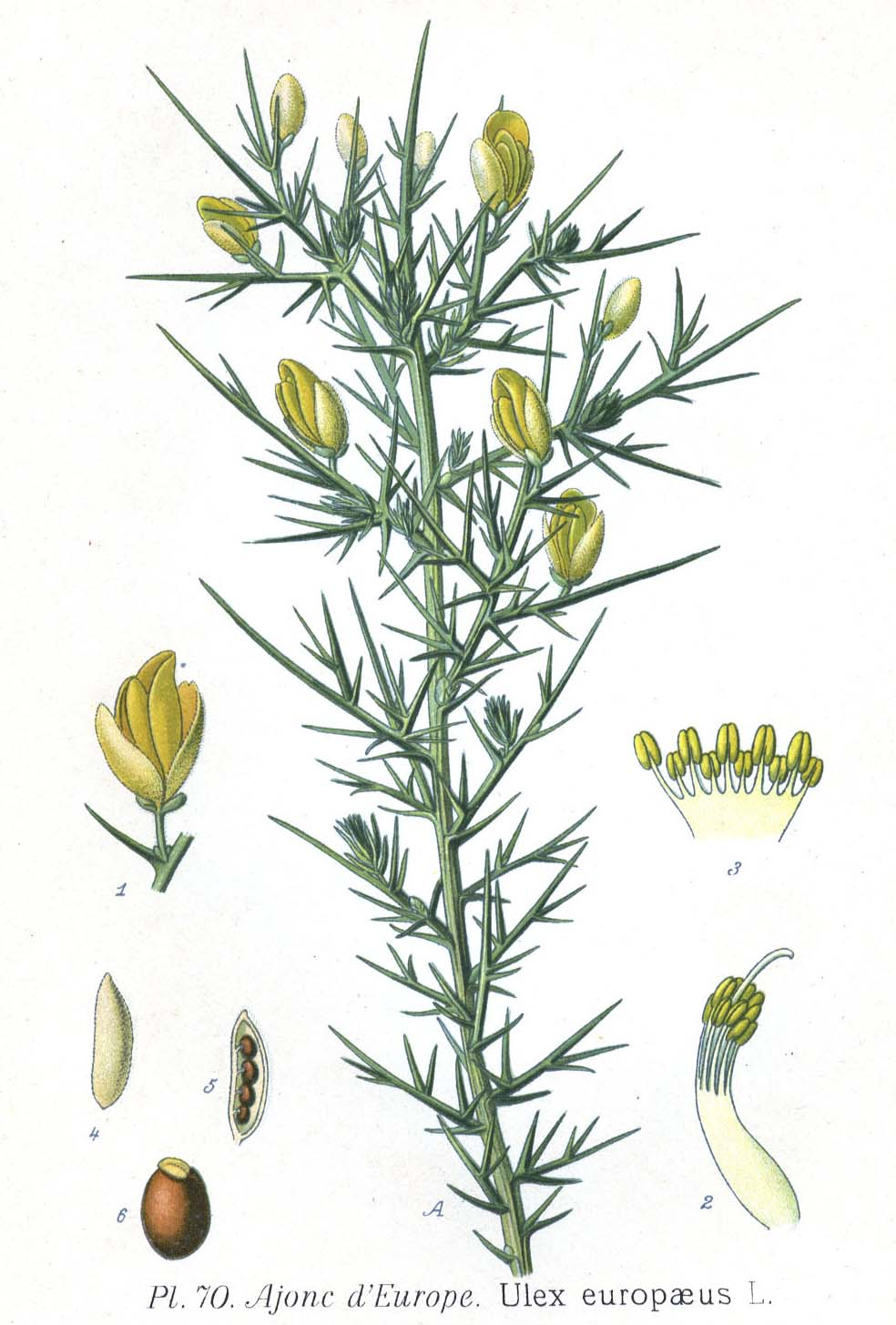
Illustration von Ulex europaeus

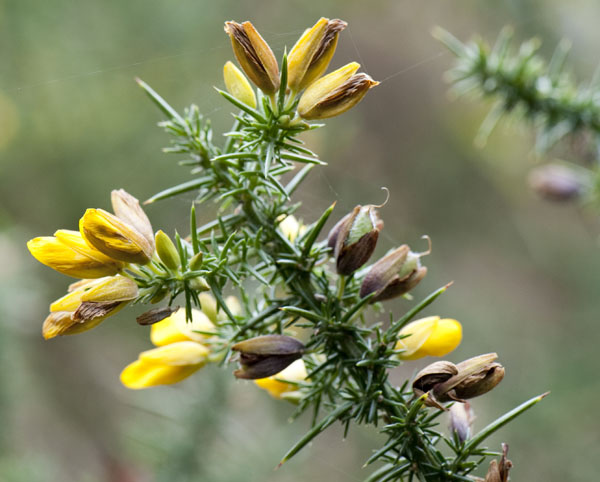
Zweig mit Blättern und Blüten von Ulex cantabricus

### Vegetative Merkmale
Ulex-Arten sind stark und dicht verzweigte Sträucher, die mit Dornen bewehrt sind. Die Zweige sind jung gerillt bis gerieft. Alle Verzweigungen enden in einem Dorn.
Die Blätter stehen wechselständig. Bei Keimpflanzen sind die ersten Laubblätter dreizählig. Die Folgeblätter sind erst einfach, später sind sie zu nadelförmigen, oft stechenden Phyllodien reduziert. In den Achseln der Blätter stehen weitere Dornen. Nebenblätter fehlen.

### Generative Merkmale
Die Blüten stehen einzeln bis zu dritt in Achseln an Lang- oder Kurztrieben; teilweise sind sie an den Sprossenden gehäuft. Unterhalb des Kelchs befinden sich zwei kleine Vorblätter.
Die zwittrigen Blüten sind zygomorph und fünfzählig mit doppelter Blütenhülle. Die fünf gelben Kelchblätter sind dünnhäutig und bleiben bis zur Fruchtreife erhalten; sie sind nur an ihrer Basis zweilippig verwachsen. Dabei ist die Oberlippe zweizähnig, die Unterlippe dreizähnig. Die gelbe Krone besitzt die Form einer Schmetterlingsblüte. Das Schiffchen ist am Kiel wollig behaart. Die Staubfäden sind alle zu einer Röhre verwachsen. Das einzige Fruchtblatt ist sitzend und behaart.
Die Hülsenfrüchte sind eiförmig bis kurz-linealisch. Sie überragen meist den Kelch und sind behaart. Eine Hülsenfrucht enthält ein bis sechs Samen mit Nabelwulst.

## Ökologie
Blütenökologisch handelt es sich um Pollen-Schmetterlingsblumen mit einem Schnellmechanismus.

## Verbreitung
Die Gattung Ulex ist hauptsächlich in Westeuropa verbreitet, in geringerem Ausmaß in Nordafrika. Die meisten Arten finden sich auf der Iberischen Halbinsel. In Mitteleuropa kommt nur die Art Stechginster (Ulex europaeus) vor.

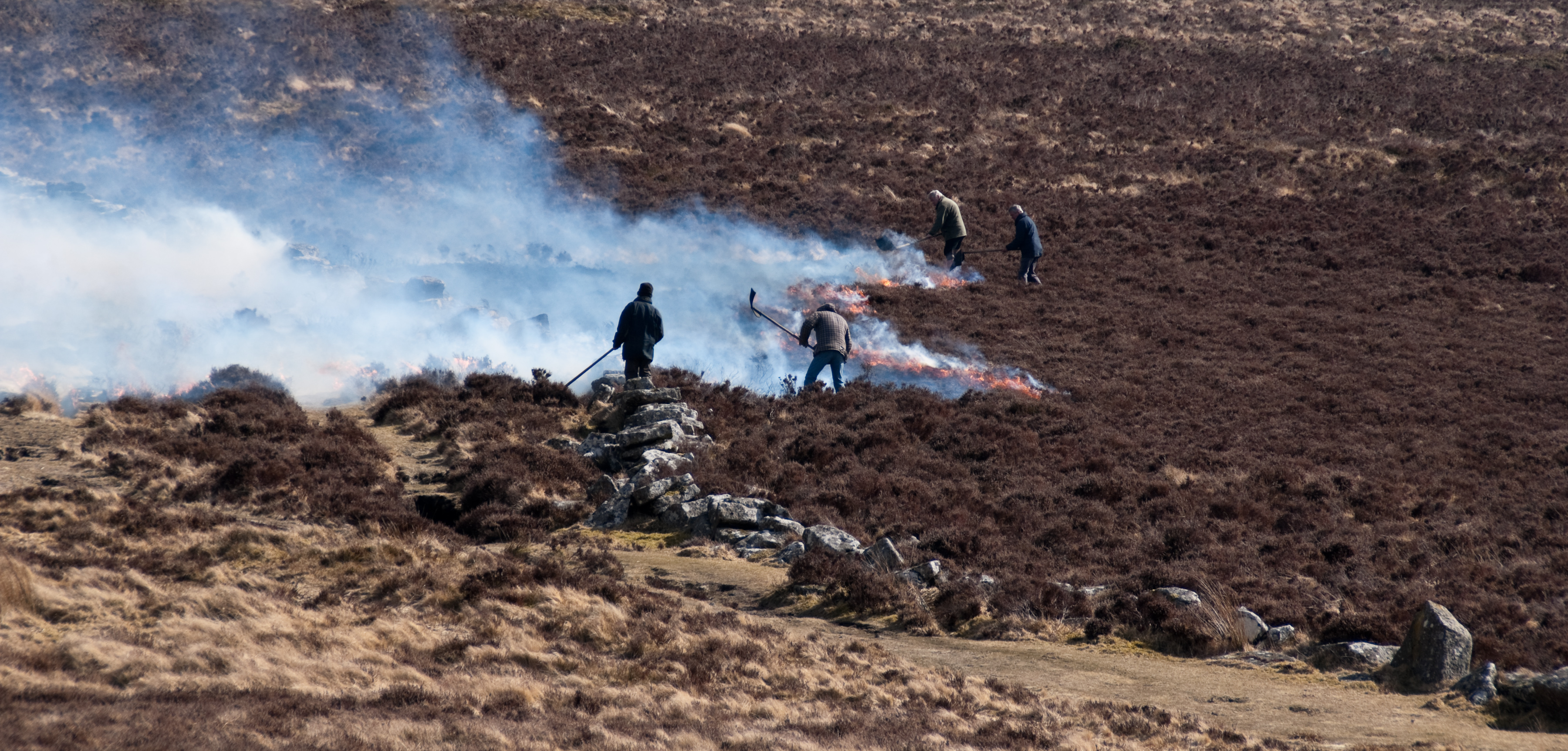
Kontrolliertes Stechginsterbrennen in Devon, England

## Invasive Art
In vielen Gebieten Nordamerikas (insbesondere in Kalifornien und Oregon), im Süden Südamerikas, in Australien, Neuseeland und Hawaii ist der als Zierpflanze oder Hecke eingeführte Stechginster aufgrund seiner aggressiven Samenverteilung zu einer invasiven Art geworden. Er hat sich als schädlich und sehr schwierig auszurotten erwiesen. Stechginster ist auch eine invasive Art in den Bergwiesen des Horton-Plains-Nationalparks in Sri Lanka.

## Systematik
Die Gattung Ulex wurde 1753 durch Carl von Linné in Species Plantarum, Tomus II, S. 741 aufgestellt. Typusart ist Ulex europaeus L.
Die Gattung Ulex gehört zur Tribus Genisteae in der Unterfamilie Faboideae innerhalb der Familie Fabaceae.

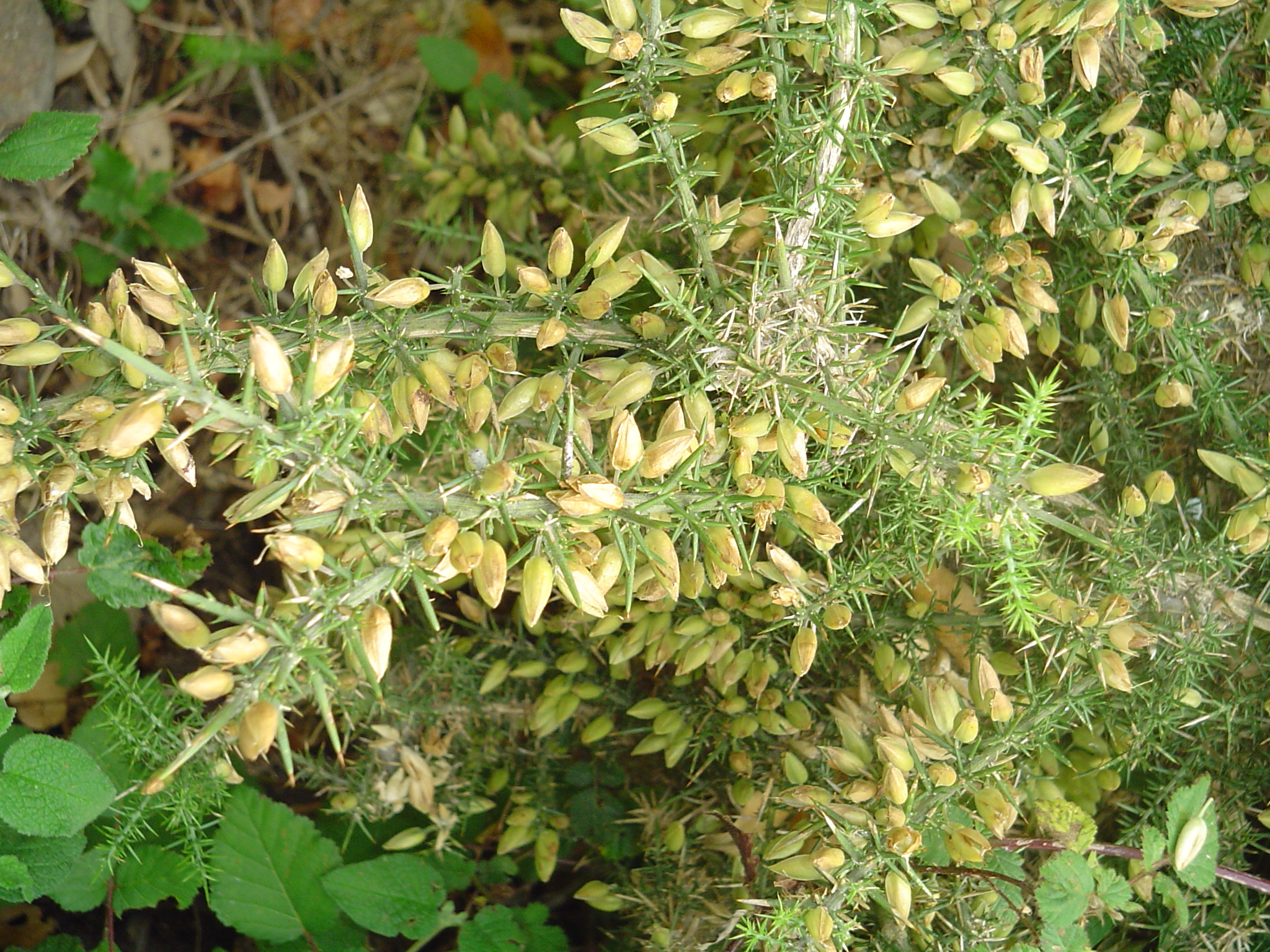
Ulex borgiae

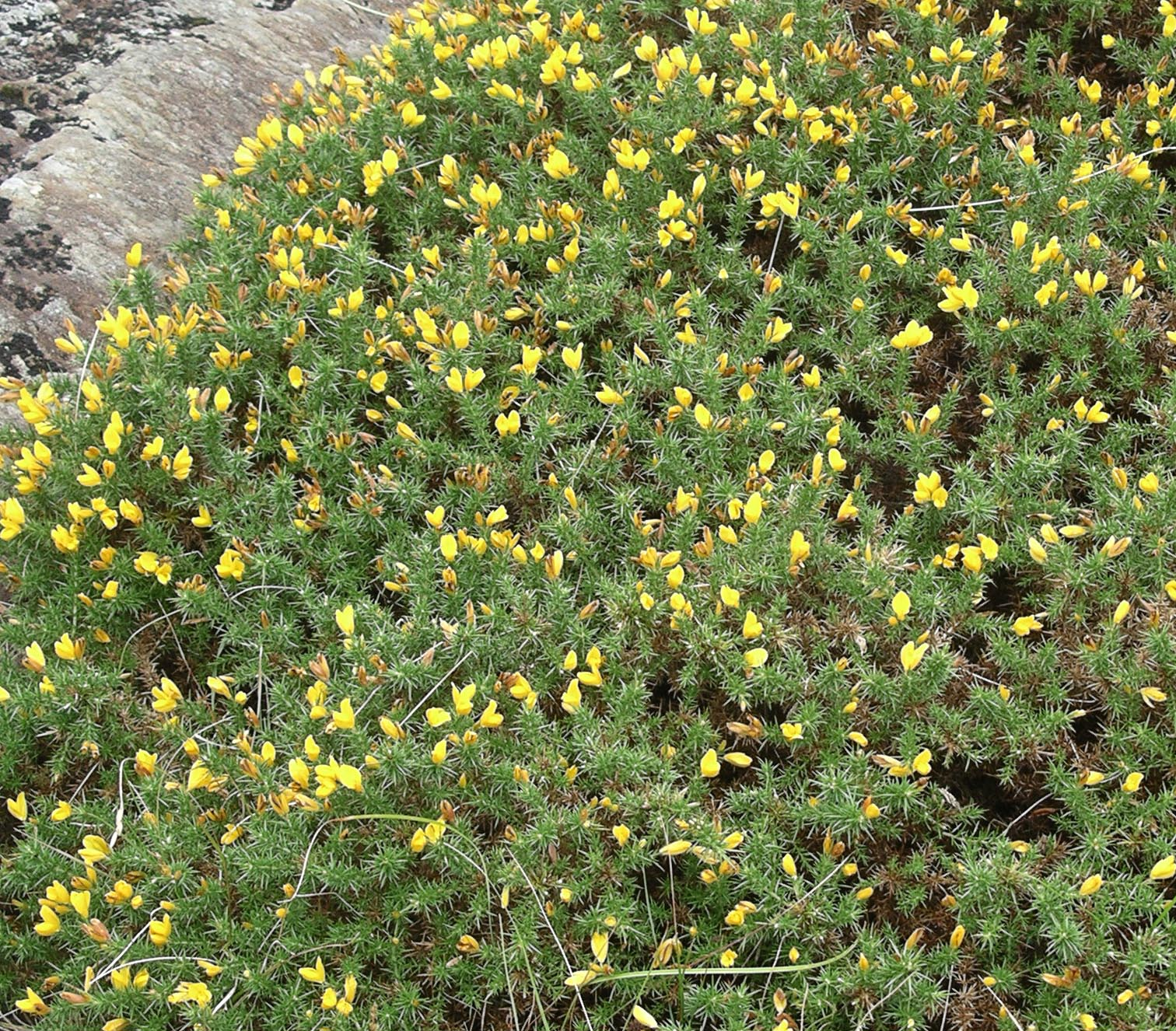
Ulex gallii

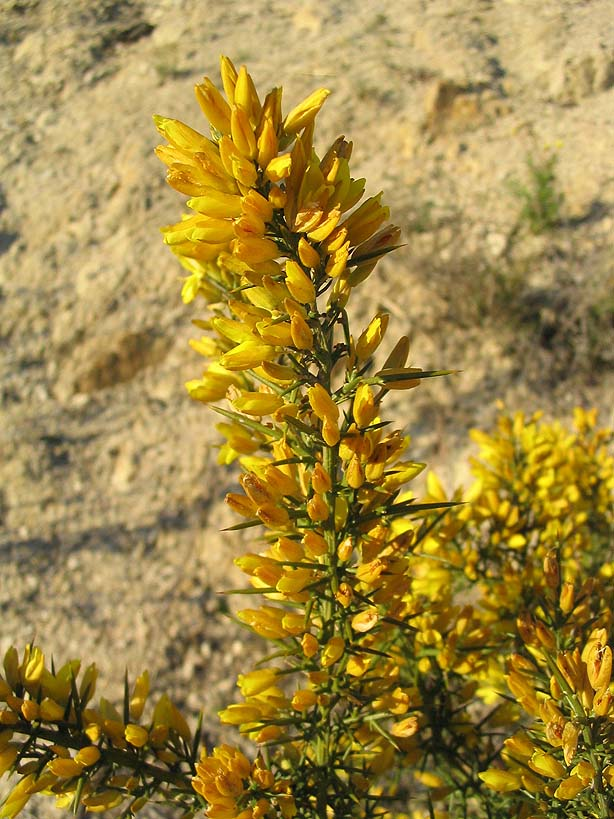
Ulex parviflorus

Je nach Autor gibt etwa 11 Arten und 13 Unterarten:
- Ulex argenteus Webb: Mit den Unterarten:
  - Ulex argenteus Webb subsp. argenteus: Sie kommt in Portugal vor.[5]
  - Ulex argenteus subsp. erinaceus (Webb) D.A.Webb: Sie kommt in Portugal und in Spanien vor.[5]
  - Ulex argenteus subsp. subsericeus (Cout.) Rothm.: Sie kommt in Portugal und in Spanien vor.[5]
- Ulex boivinii Webb: Sie kommt in Marokko, Algerien, Portugal und Spanien vor.[5]
- Ulex borgiae Rivas Mart.: Sie kommt in Spanien vor.[5]
- Ulex cantabricus Álv. Mart. & al.: Sie kommt ursprünglich in Spanien vor.[5]
- Ulex densus Webb: Sie kommt in Portugal vor.[5]
- Ulex europaeus L.: Mit den Unterarten:
  - Ulex europaeus subsp. borealis Rothm.
  - Ulex europaeus L. subsp. europaeus
  - Ulex europaeus subsp. latebracteatus (Mariz) Rothm.
- Ulex gallii Planch.: Sie kommt in Spanien, Frankreich, Irland und in Großbritannien vor.[5]
- Ulex genistoides Brot.: Mit den Unterarten:
  - Ulex genistoides subsp. genistoides: Sie kommt in Portugal und Spanien vor.[5]
  - Ulex genistoides subsp. spectabilis (Webb) C.Vicioso: Sie kommt in Marokko und in Portugal vor.[5]
- Ulex micranthus Lange: Sie kommt in Portugal und in Spanien vor.[5]
- Ulex minor Roth: Sie kommt in Portugal, Spanien, Frankreich und in Großbritannien vor.[5]
- Ulex parviflorus Pourr.: Mit den Unterarten:
  - Ulex parviflorus subsp. africanus (Webb) Greuter: Sie kommt in Marokko und in Algerien vor.[5]
  - Ulex parviflorus subsp. eriocladus (C.Vicioso) D.A.Webb: Sie kommt in Portugal und in Spanien vor.[5]
  - Ulex parviflorus subsp. funkii (Webb) Guinea: Sie kommt in Marokko und in Spanien vor.[5]
  - Ulex parviflorus subsp. jussiaei (Webb) D.A.Webb: Sie kommt in Portugal und in Spanien vor.[5]
  - Ulex parviflorus Pourr. subsp. parviflorus: Sie kommt in Portugal, Spanien, Frankreich und auf den Balearen vor.[5]